# Georg Ernst Stahl
Georg Ernst Stahl (Ansbach, 22 de outubro de 1659 — Berlim, 14 de maio de 1734) foi um químico, médico e metalúrgico alemão.
No começo do século XVIII Georg Ernst Stahl elaborou a Teoria do flogisto, uma teoria de que os corpos combustíveis possuem uma matéria chamada flogisto que era liberada ao ar durante a queima, baseada no trabalho do químico alemão Johann Joachim Becher. A teoria foi desmentida no final do século XVIII pelo químico francês Antoine Lavoisier.

## Biografia
Georg Ernst Stahl em Ansbach, na Baviera, a 21 de outubro de 1660, filho de um pastor protestante. Diferentes registos da sua vida referem que era um homem de carácter reservado.
Stahl estudou medicina na Universidade de Jena, sob a orientação de Georg Wedel (1645-1721) e tendo como colega Friedrich Hoffmann (1660-1716). Doutorou-se nessa Universidade em 1684. Stahl foi professor em Jena desde 1693 (um ano antes da sua formação) até 1694. Nesse ano aceitou o convite de Friedrich Hoffmann para leccionar medicina na recém criada Universidade de Halle an der Saale. Entretanto tornou-se médico do Duque de Saxónia-Weimar.
Stahl trabalhou em conjunto com Hoffmann durante 20 anos. No entanto ao longo desse tempo a relação entre os dois tornou-se mais amarga, devido a diferenças de temperamento e a divergências quanto a factos científicos. Ao contrário de Hoffmann, Stahl não aceitava que a vida poderia ser simplesmente explicada por processos mecânicos. Stahl considerava que os seres vivos continham “algo extra”, a que chamou anima, a alma.
Em 1716 a fama de Stahl era tal, que se tornou médico pessoal de Frederico I da Prússia, em Berlim. Ocupou este cargo até à sua morte, em 14 de maio de 1734. 
Ao longo da sua vida Stahl publicou vários tratados e artigos tanto sobre química como sobre medicina. No entanto o que o tornou famoso foi a formulação da teoria do flogisto e a defesa da teoria do animismo, antepassada da teoria do vitalismo (em medicina).

## Teoria do Flogisto
A teoria do flogisto resulta de uma adaptação de Stahl da teoria de um dos seus mentores, Johann Joachim Becher. Nessa altura a noção de elemento era diferente da noção actual. Varias teorias sobre os elementos foram apresentadas no tempo de Stahl, todas elas variantes da teoria original de Aristóteles, segundo o qual existiam cinco elementos: Ar, Água, Terra, Fogo e Éter.
No seu livro Physica Subterranea, editado em 1667, Johann Joachim Becher apresentou uma nova teoria sobre os elementos considerando três tipos de Terras diferentes: terra mercurialis, terra lapida e terra pinguis. Becher considerava que a terra pinguis estava presente nos materiais combustíveis, sendo libertada quando esses materiais ardiam.
Stahl adaptou a teoria de Becher, mas alterou o nome de terra pinguis para flogisto (a partir do grego phlogistós, "passado pela chama" ou "queimado"). Stahl fez esta alteração após ter estabelecido que a combustão de materiais orgânicos, como a madeira ou o carvão e a calcinação (actualmente conhecida como oxidação) de metais seguem o mesmo processo. Esta observação deve ter sido influenciada pelo facto de Stahl ter estudado atentamente os processos utilizados em metalurgia. Stahl considerou que quando um material entrava em combustão, sofria corrosão ou era calcinado perdia o seu flogisto: Quanto mais combustível for um material, mais flogisto liberta na combustão.
A descoberta de a combustão de materiais orgânicos e a calcinação de metais seguem o mesmo processo foi um facto científico muito importante para a época, reconhecida inclusivamente por Lavoisier.
Stahl estabeleceu duas diferenças entre a combustão de materiais como a madeira ou o carvão e a calcinação de um metal. A calcinação de um metal, ao contrário da combustão da madeira, é um processo lento e reversível. Stah confirmou ser possível reverter o processo de calcinação e recuperar o metal a partir do seu cal (actualmente referido como óxido). Considerou que isto acontecia porque a cal de metal reabsorvia o flogisto libertado por material combustível, como por exemplo o carvão.
A teoria de Stahl foi aceita na comunidade científica em geral, porque apresentava a primeira explicação para fenómenos químicos. Esta teoria permitia explicar vários fenómenos observados, como a perda de massa na combustão de um material (por perda de flogisto), a impossibilidade de um combustível arder sem a presença de ar (porque o ar é necessário para absorver o flogisto libertado), o término de uma combustão, e a morte de um animal pequeno num recipiente fechado (ambos devido à saturação do ar com flogisto). 
A teoria do flogisto foi quase imediatamente criticada após a sua publicação (ver teoria do flogisto). A principal crítica ao longo do tempo foi o facto de muitos dos cals formados terem mais massa do que o metal original. No entanto este facto não incomodava Stahl, que considerava o flogisto uma espécie de princípio imaterial, pelo que a questão da sua massa não era importante.

## Visão da Química
Stahl formulou uma distinção entre a componente física e a componente química. Stahl considerava que a química dos seres vivos não podia ser igual à teoria que explicava o que acontecia com seres inanimados. Este facto explicava que os metais pudessem ser calcinados e retomar ao seu estado original de metais (porque os metais são inanimados), mas que o mesmo processo de reversão não acontece com materiais orgânicos. A teoria de flogisto parecia integrar-se na teoria de animismo defendida por Stahl.
Stahl escreveu ainda tratados tendo como tema a metalurgia química, nomeadamente estudando técnicas de extracção de salitre (ou nitrato de potássio, um componente vital da pólvora.

## Obras
- Über den Ursprung der erzführenden Adern.
- Anwendung zur Metallurgie.
- Theoria medica vera. 3 Bd., Halle 1707.
- Experimenta et observationes chemicae. Berlim 1731.